# John Stow

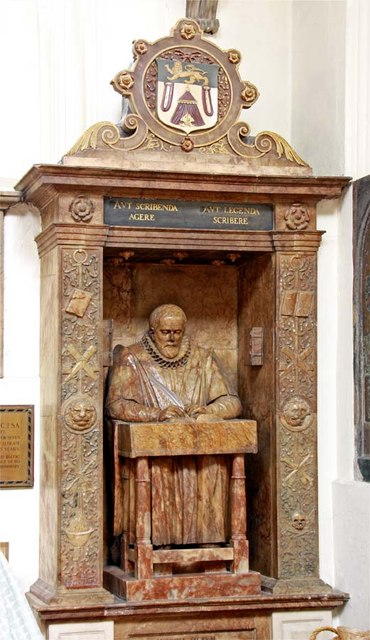
John Stows Grabdenkmal in St Andrew Undershaft, City of London

John Stow (* um 1525 in London; † 6. April 1605 ebenda) war ein englischer Historiker und Altertumsforscher.

## Leben
Bis in die frühen sechziger Jahre des 16. Jahrhunderts arbeitete Stow als Schneider. Dann begann er, Manuskripte zu sammeln und Chroniken zu schreiben. Trotz seiner niederen Herkunft wurde er Mitglied des 1586 gegründeten College of Antiquaries. Zuerst veröffentlichte er eine Ausgabe der Texte Geoffrey Chaucers (1561), danach die „Summary of English Chronicles“ (1565). Seine erste selbstständige Arbeit war „The Annales of England“ (1580). Sein berühmtestes Werk ist „A Survey of London“ (1598 und 1603). Es enthält Informationen über die Geschichte Londons und Einzelheiten über das Leben, die Gebräuche, die Bevölkerung, die Regierung und die Topographie Londons. Stow wurde von Erzbischof Matthew Parker dazu angestellt, mittelalterliche Chroniken zu veröffentlichen. Angeblich gab er sein ganzes Vermögen auf der Suche nach Aufzeichnungen aus.

## Schriften
- A Survey of London: Written in the Year 1598. Alan Sutton Publishing, Stroud 1994, ISBN 0-7509-0827-0 (Digitalisat der Ausgabe Clarendon, Cambridge 1908).